# 南疆線

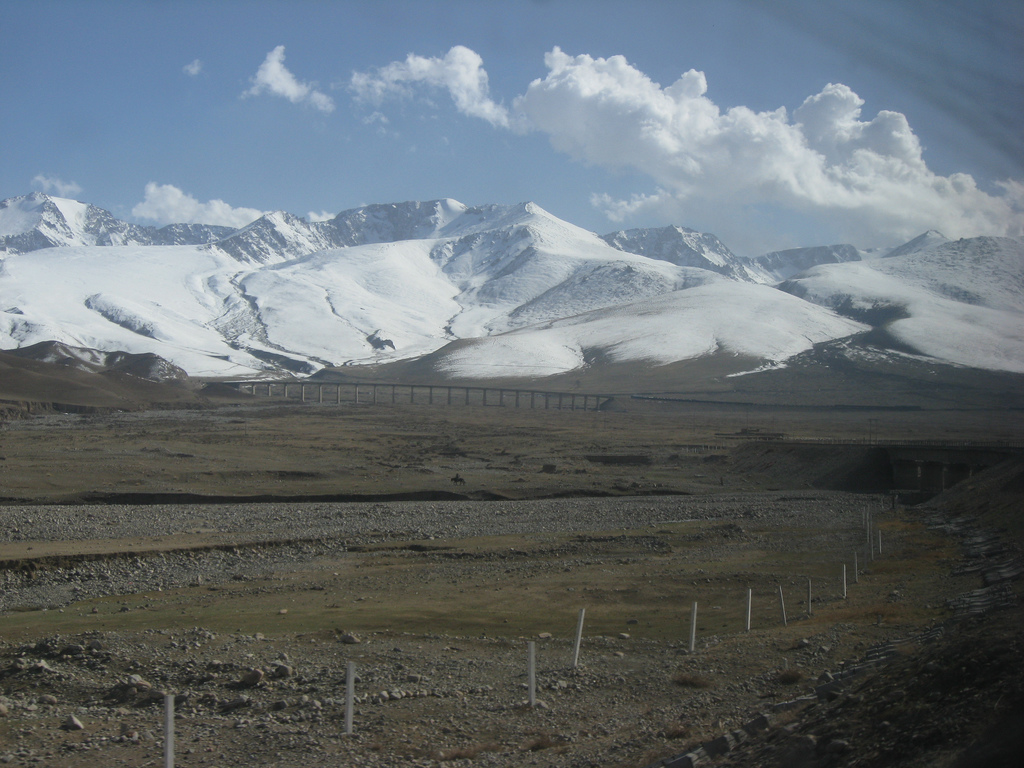
南疆線車窓の光景

南疆線（なんきょうせん，簡体字：南疆铁路）は、中国の新疆ウイグル自治区南部を走る鉄道路線である。また、2015年の短絡線の開通に伴い旧線区間は魚焉線（ぎょえんせん）と呼ばれる。

## 概要

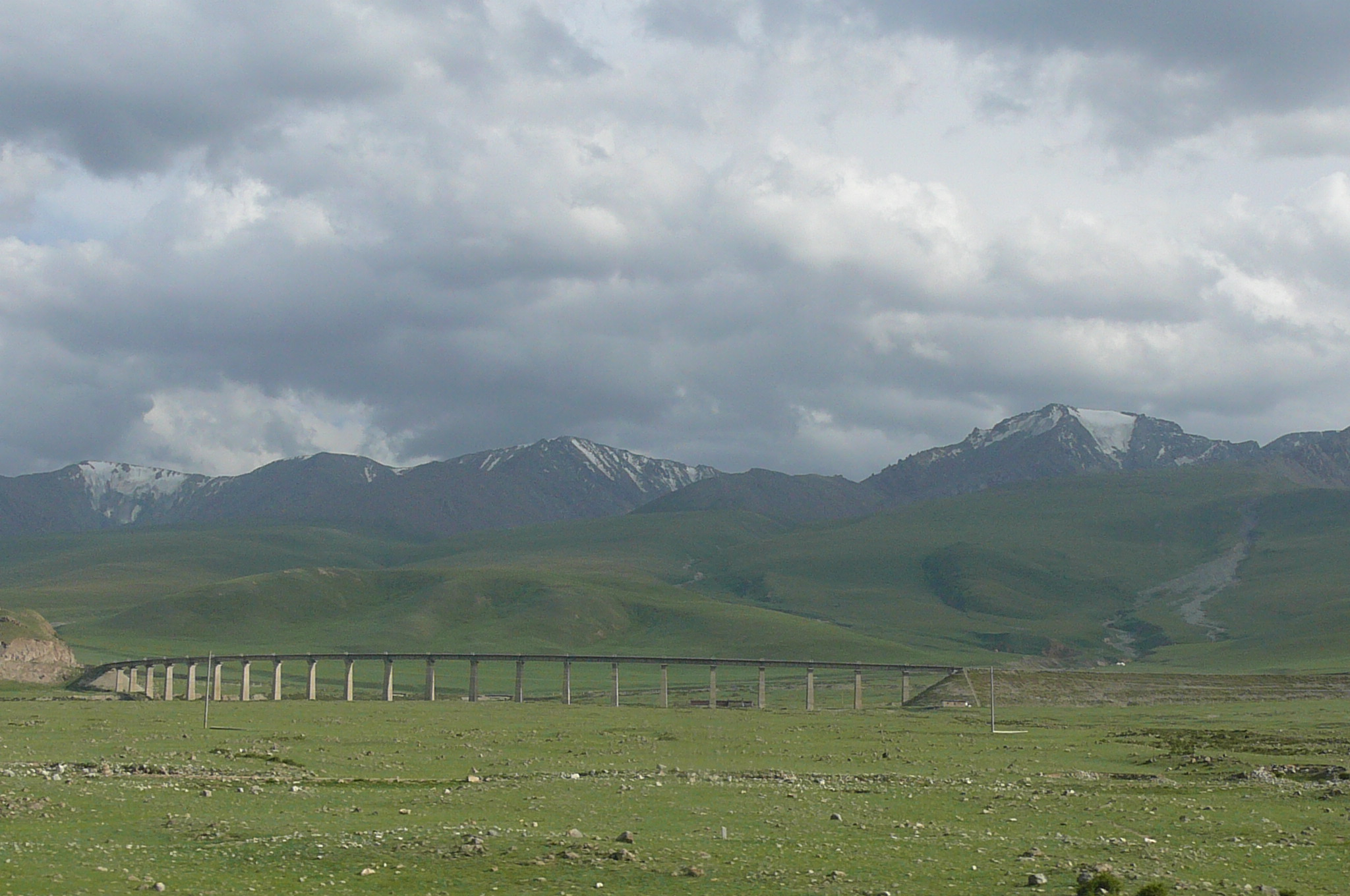
南疆線の最高地点である徳文托蓋橋

新疆ウイグル自治区の主要鉄道路線で、蘭新線のトルファンから1971年に工事が始まり、1984年にコルラ（庫爾勒）まで、1999年12月にカシュガルまで開業した。天山山脈の南麓、タクラマカン砂漠の北縁を通っており、ほぼ往年のシルクロード（天山南路）に沿って敷設されている。
建設当時は人民解放軍、一般人が七万人投入され人民合作と言われた。

## 運行形態
カシュガルまでの全線を直通する列車は、2018年現在、蘭新線のウルムチ南との間に旅遊列車1、快速列車2、特快列車2、普通列車1往復が運行されており、それ以外に、西安・成都からの直通快速もある。そのうち快速2・旅遊列車１往復が喀和線のホータンまで直通する。北京までの直通列車は現在のところ運行されていない。

## 接続路線
- トルファン駅：蘭新線
- コルラ駅：格庫線
- カシュガル駅：喀和線

## 歴史
- 1974年4月：トルファン・コルラ間着工
- 1979年8月：トルファン・コルラ間、鉄道兵による臨時運営開始
- 1998年12月1日：コルラ・アクス間開通
- 1999年12月6日：アクス・カシュガル間開通
- 2013年12月5日：コルラ・アクス間複線化完成
- 2015年2月1日：トルファン・コルラ間の短絡複線が開通。旧線区間（魚児溝駅・カラシェヘル駅間）は魚焉線と命名。

## 主要駅一覧
トルファン - 魚児溝 - 巴倫台 - 和静 - カラシェヘル - コルラ - クチャ - トクス - アクス - マラルベシ - アルトゥシュ - カシュガル